# Rambatan (Ciniru)
Rambatan is een bestuurslaag in het regentschap Kuningan van de provincie West-Java, Indonesië. Rambatan telt 3397 inwoners (volkstelling 2010).